# Jaylin Airington
Jaylin Airington (ur. 13 marca 1993 w East Chicago) – amerykański koszykarz, występujący na pozycjach rozgrywającego lub rzucającego obrońcy, obecnie zawodnik Szolnoki Olajbanyasz KK.
28 sierpnia 2017 dołączył do Anwilu Włocławek. 4 września 2018 został zawodnikiem węgierskiego Szolnoki Olajbanyasz KK.

## Osiągnięcia
Stan na 4 czerwca 2018, na podstawie, o ile nie zaznaczono inaczej.
NCAA
- Uczestnik turnieju NCAA (2016)
- Mistrz:
  - turnieju konferencji Western Athletic (WAC – 2016)
  - sezonu regularnego WAC (2017)
- Zaliczony do:
  - I składu:
    - WAC (2017)
    - turnieju WAC (2016, 2017)
    - defensywnego WAC (2017)

Drużynowe
- Mistrz Polski (2018)[4]
- Zdobywca superpucharu Polski (2017)[5]